# Новомаргаритово
Новомаргаритово — село в Азовском районе Ростовской области.
Входит в состав Маргаритовского сельского поселения.

## География
Расположено в 55 км (по дорогам) юго-западнее районного центра — города Азова.
Село находится на берегу Таганрогского залива, на левом берегу реки Мокрая Чубурка, у впадения её в залив.

### Улицы
| - ул. Ворошилова, - ул. Крайняя, - ул. Ленина, - ул. Ленинская, - ул. Мира, - ул. Морозовская, | - ул. Морская, - ул. Набережная, - ул. Октябрьская, - ул. Приморская, - ул. Речная, - ул. Садовая, | - ул. Степная, - пер. Клубный, - пер. Малый, - пер. Новый, - пер. Парковый, - пер. Февральский. |

## Население
| 1989 | 2002 | 2010 |
| ---- | ---- | ---- |
| 551  | ↗605 | ↘486 |

### Известные люди
В селе на пенсии проживал Герой Социалистического Труда — Ю. А. Песков. В июле 2020 года на его дом было совершено нападение, в результате чего погибла сестра Пескова, а сам он получил множественные ножевые ранения.